# Hoa hậu Hoàn vũ 1958
Hoa hậu Hoàn vũ 1958 là cuộc thi Hoa hậu Hoàn vũ lần thứ 7 được tổ chức vào ngày 26 tháng 7 năm 1958 tại Nhà hát Thính phòng Long Beach ở Long Beach, California, Hoa Kỳ. Có tổng cộng 36 thí sinh tham gia cuộc thi với vương miện thuộc về người đẹp Luz Marina Zuluaga đến từ Colombia. Luz Marina Zuluaga được trao vương miện bởi Hoa hậu Hoàn vũ 1957 Gladys Zender đến từ Peru.

## Kết quả

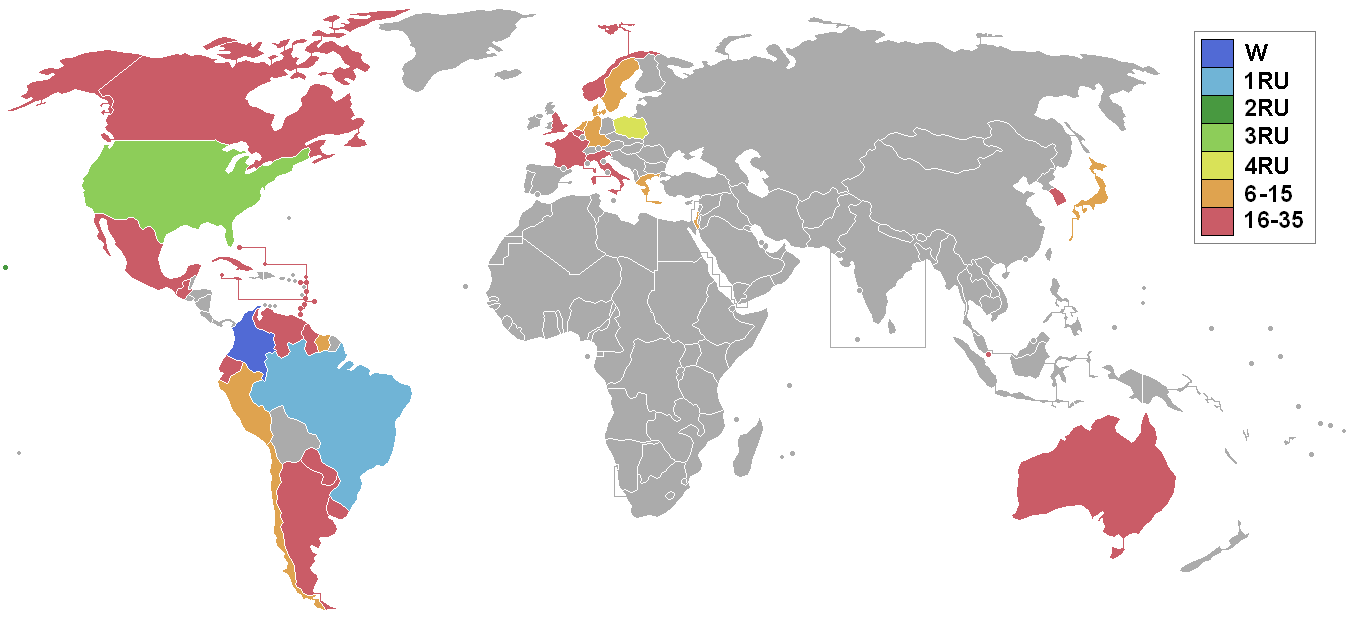
Các nước và vùng lãnh thổ tham gia Hoa hậu Hoàn Vũ 1958 và kết quả.

### Thứ hạng
| Kết quả              | Thí sinh |
| -------------------- | --- |
| Hoa hậu Hoàn vũ 1958 | - Colombia – Luz Marina Zuluaga † |
| Á hậu 1              | - Brazil – Adalgisa Colombo † |
| Á hậu 2              | - Hawaii – Geri Hoo † |
| Á hậu 3              | - Hoa Kỳ – Eurlyne Howell |
| Á hậu 4              | - Ba Lan – Alicja Bobrowska |
| Top 15               | - Chile – Raquel Molina Urrutia - Đan Mạch – Evy Norlund - Đức – Marlies Jung Behrens - Hy Lạp – Marily Kalimopoulou - Hà Lan – Corine Rottschäfer - Israel – Miriam Hadar - Nhật Bản – Tomoko Moritake - Peru – Beatriz Boluarte - Suriname – Inger Jonsson - Thụy Điển – Birgitta Gårdman |

### Các giải thưởng đặc biệt
| Giải thưởng        | Thí sinh                      |
| ------------------ | ----------------------------- |
| Hoa hậu Thân thiện | - Nhật Bản – Tomoko Moritake  |
| Hoa hậu Ảnh        | - Hà Lan – Corine Rottschäfer |
| Hoa hậu Diễu hành  | - Úc – Astrid Lindholm        |

## Giám khảo
- Raúl Ferrada
- Jacob Gaudaur
- Ma Ma Loa
- James H. Noguer
- Vincent Trotta
- Alberto Vargas
- Earl Wilson
- Miyoko Yanagida
- Roger Zeiler

## Thí sinh tham gia

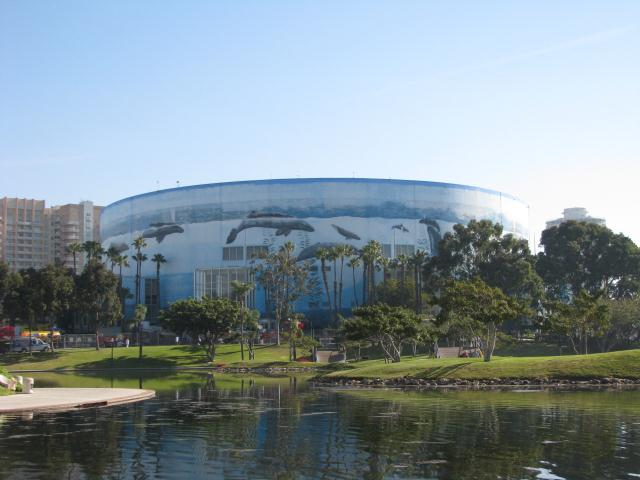
Nhà hát Thính phòng Long Beach, địa điểm chính thức diễn ra cuộc thi Hoa hậu Hoàn vũ 1958.

Cuộc thi có tổng cộng 36 thí sinh tham gia:
| Quốc gia/Lãnh thổ | Thí sinh                       |
| ----------------- | ------------------------------ |
| Alaska            | Eleanor Moses                  |
| Argentina         | Celina Mercedes Ayala          |
| Úc                | Astrid Tanda Lindholm          |
| Bỉ                | Liliane Taelemans              |
| Brazil            | Adalgisa Colombo †             |
| Guiana (Anh)      | Clyo Fernandes                 |
| Canada            | Eileen Cindy Conroy            |
| Chile             | Raquel Molina Urrutia          |
| Colombia          | Luz Marina Zuluaga †           |
| Costa Rica        | Eugenia María Valverde Guardia |
| Cuba              | Arminia Pérez y González       |
| Đan Mạch          | Evy Norlund                    |
| Ecuador           | Alicia Vallejo Eljuri          |
| Anh               | Dorothy Hazeldine              |
| Pháp              | Monique Boulinguez             |
| Đức               | Marlies Jung Behrens           |
| Hy Lạp            | Marily Kalimopoulou            |
| Guatemala         | Maya Glinz                     |
| Hawaii            | Geri Hoo †                     |
| Hà Lan            | Corine Rottschäfer             |
| Israel            | Miriam Hadar                   |
| Ý                 | Clara Copella                  |
| Nhật Bản          | Tomoko Moritake                |
| Hàn Quốc          | Oh Geum-soon                   |
| Mexico            | Elvira Leticia Risser Corredor |
| Na Uy             | Greta Andersen                 |
| Paraguay          | Graciela Scorza Leguizamón     |
| Peru              | Beatriz Boluarte               |
| Ba Lan            | Alicja Bobrzowska              |
| Singapore         | Marion Willis                  |
| Suriname          | Gertrud Gummels                |
| Thụy Điển         | Birgitta Elisabeth Gårdman     |
| Uruguay           | Irene Augustyniak              |
| Hoa Kỳ            | Eurlyne Howell                 |
| Venezuela         | Ida Margarita Pieri            |
| Tây Ấn            | Angela Tong                    |

## Chú ý

### Lần đầu tham gia
- Colombia
- Ba Lan
- Suriname

### Trở lại
| - Lần cuối tham gia vào năm 1953: - Đan Mạch - Lần cuối tham gia vào năm 1954: - Úc - Singapore - Lần cuối tham gia vào năm 1955: - Na Uy - Tây Ấn | - Lần cuối tham gia vào năm 1956: - Guiana (Anh) - Chile - Hà Lan - Hoa Kỳ |

### Bỏ cuộc
- Áo – Hanni Ehrenstrasser
- Ceylon
- Iceland
- Martinique
- Maroc
- Philippines – Carmen Remedios Tuazon
- Puerto Rico
- Thổ Nhĩ Kỳ